# داردانو ساکتی
داردانو ساکتی (ایتالیایی: Dardano Sacchetti؛ زادهٔ ۱۹۴۴) فیلم‌نامه‌نویس اهل ایتالیا است که اغلب با دو کارگردان ایتالیایی، لامبرتو باوا و لوچو فولچی، کار می‌کرد.
از فیلم‌هایی که وی در آن‌ها نقش داشته‌است، می‌توان به پیرنو، آفتی برای رهایی، پیرینوی باحال، خدمتکار، گردشگران را اغوا می‌کند، خانه‌ای با راه پله تاریک، ببخشید شما نرمال هستید؟، گربه نه‌دم، تیم اضطراری، هفت نت سیاه‌رنگ، شوک، زامبی ۲، ماوراء، تدی خرسه، علاءالدین، قتل در گورستان اتروسک و بوم‌شناسی جنایت اشاره نمود.